# Something Else Press
Die Something Else Press war ein von 1964 bis 1974 ursprünglich in Chelsea (Manhattan), New York beheimateter Avantgarde-Verlag für Künstlerbücher, insbesondere des Fluxus. Verlagsgründer war der Künstler Dick Higgins (1938–1998).

## Verlagsgeschichte
Higgins gründete, nachdem es in dieser Zeit mit dem Fluxus-Gründer George Maciunas wegen Verzögerungen einer Buchpublikation zu einem Bruch gekommen war, den Verlag 1964 und veröffentlichte als erste Publikation einen Band mit eigenen Werken (Jefferson's Birthday und Postface). Der Verlag veröffentlichte viele wichtige Texte und Werke von George Brecht (Grundlagentext zum Zufall in der Kunst von 1957), Robert Filliou, Daniel Spoerri (Topographie des Zufalls, in Übersetzung), Alison Knowles, Emmett Williams sowie Dutzende von Vorreitern und Vertretern der Avantgarde wie Richard Huelsenbeck (Dada Almanach), Gertrude Stein (mit amerikanischen Erstveröffentlichungen), John Cage oder Bern Porter.
Die Something Else Press war einer der ersten Herausgeber in den Vereinigten Staaten von Konkreter Poesie und anderen Werken von Fluxus-Künstlern in den 1960er Jahren, wobei die zusammen mit der Edition Hansjörg Mayer, Stuttgart, 1967 von Emmett Williams veröffentlichte Anthology of Concrete Poetry als eine der ersten Übersichten für diese neue Kunstform auch in Deutschland nachhaltiges Interesse fand.
Das Verlagsprogramm zeigte die enge Verbindung zwischen der europäischen und amerikanischen Fluxus-Bewegung in den frühen Jahren. Higgins prägte Mitte der 1960er Jahre den Begriff „Poetry Intermedia“, der dann im Weiteren als Intermedialität Beachtung fand. Die Kombination von hoher Qualität bei vermarktbaren Formaten für eine größere Verbreitung schuf ein Gegengewicht zu den noch, z. B. von Maciunas und anderen, in Handarbeit hergestellten Künstlerbüchern und Buchobjekten als Original, Unikat oder in Kleinstauflagen. Die Strategie war, Bücher mit progressivem Inhalt jedoch mit konventionellem Aussehen zu veröffentlichen, so dass diese auch in normalen Buchhandlungen platziert werden konnten.
In den späten 1960er Jahren arbeiteten für die Something Else Press Künstler wie Emmett Williams, Chefredakteur für die Jahre 1966 bis 1970, Alison Knowles, der Dichter Larry Freifeld, die irisch-amerikanische Schriftstellerin Mary Flanagan und der Maler Ronnie Landfield.
Der Fluxus-Künstler Ken Friedman fungierte als General Manager für Higgins in New York und Kalifornien in den Jahren 1970 und 1971. Während Higgins Haupteigentümer und Verleger blieb, dienten andere als Herausgeber, einschließlich Emmett Williams und Jan Herman. Herman übernahm die Aufgabe im Jahr 1973 und hatte sie bis zur Aufgabe des Verlages ein Jahr später inne. Ursprünglicher Verlagssitz war Chelsea (Impressum: New York, später auch Middelton), der in den 1970er Jahren in das nördlichere Glover (Vermont) (Impressum: West Glover, später Barton) verlegt wurde.
In dem zehnjährigen Bestehen des Verlages veröffentlichte dieser etwas über 60 Werke und 20 Broschüren der Reihe „Great Bear Pamphlet“, Karten, Poster, Newsletter und Ähnliches, die heute noch in Kunstbuch- oder Fluxus-Ausstellungen gezeigt werden. Die ursprünglich als Künstlerbücher vorwiegend von Privatsammlern beachteten Werke fanden durch Schenkungen Eingang in öffentliche Sammlungen, so dass heute eine kunst-, literatur- und musikwissenschaftliche Erschließung möglich ist.

## Veröffentlichungen
Künstlerbücher

### Die 1960er
- Dick Higgins: Jefferson's Birthday/Postface. New York 1964 (Wendeband).
- Robert Filliou: Ample Food For Stupid Thought. New York 1965.
- Al Hansen: A Primer of Happenings & Time/Space Art. New York 1965.
- Ray Johnson: The Paper Snake. New York 1965.
- Alison Knowles, Tomas Schmit, Benjamin Patterson, Philip Corner: The Four Suits. New York 1965.
- Richard Huelsenbeck (Hrsg.): Dada Almanach. Im Auftrag des Zentralamts der Deutschen Dadabewegung. New York 1966. (Originalausgabe: Reiss, Berlin 1920).
- Daniel Spoerri: An Anecdoted Topography of Chance (re-anecdoted version). Done with the help of his very dear friend, Robert Filliou, and translated from the French, and further anecdoted at random by their very dear friend, Emmett Williams.  With one hundred reflective illustrations by Topor. New York 1966.
- Gertrude Stein: The Making of Americans : being a History of a Family's Progress. New York 1966. (Originalausgabe: 1925).
- Wolf Vostell: dé-coll/age happenings. New York 1966.
- George Brecht, Robert Filliou: Games at the Cedilla, or, the Cedilla takes off. New York 1967.
- William Brisbane Dick: Dick's 100 Amusements. New York 1967. (Nachdruck der Ausgaben 1873 und 1879: One hundred amusements for evening parties, picnics, and social gatherings ... including a new version of Mrs. Jarley's waxworks by C. Satterlee).
- Marshall McLuhan: Verbi-Voco-Visual Explorations. New York 1967. (Explorations. No. 8).
- Emmett Williams (Hrsg.): An Anthology of Concrete Poetry. New York 1967. - Eines der Standardwerke zur Konkreten Poesie
- Claes Oldenburg: Store Days : Documents from The Store, 1961, and Ray Gun Theater, 1962. New York 1967.[6]
- Emmett Williams: Sweethearts. New York 1967.
- Merce Cunningham: Changes : Notes on Choreography. New York 1968.
- Eugen Gomringer: The Book of Hours and Constellations. New York 1968. (Deutsche Originaltitel: Das Stundenbuch und Die Konstellationen. Übersetzer: Jerome Rothenberg).
- Ruth Krauss, Marilyn Harris (Grafiken): There's a Little Ambiguity Over There Among the Bluebells and other Theater Poems. New York 1968.
- Dieter Roth: 246 Little Clouds. New York 1968.
- Gertrude Stein, Sherwood Anderson (Vorwort): Geography and Plays. New York 1968. (Nachdruck der Ausgabe: 1922).
- Henry Cowell: New Musical Resources.New York 1969.
- John Cage: Notations. New York 1969.
- Walter Gutman: The Gutman Letter. New York 1969.
- Dick Higgins: foew&ombwhnw : a Grammar of the Mind and a Phenomenology of Love and a Science of the Arts as Seen by a Stalker of the Wild Mushroom. New York 1969.
- Gertrude Stein: Lucy Church, Amiably. New York 1969. (Nachdruck der Ausgabe: 1930).

### Die 1970er
- Richard Meltzer: The Aesthetics of Rock. New York 1970.
- Daniel Spoerri: The Mythological Travels of a Modern Sir John Mandeville, being an Account of the Magic, Meatballs, and other Monkey Business Peculiar to the Sojourn of Daniel Spoerri upon the Isle of Symi, together with Divers Speculations thereon. New York 1970, ISBN 087110041X. (Übersetzt aus dem Französischen von: Emmett Williams).
- Wolf Vostell, Dick Higgins: Fantastic Architecture. New York 1971.
- Ian Hamilton Finlay, Gordon Huntly: A Sailor's Calendar : a Miscellany. New York 1971.
- Jackson Mac Low: Stanzas for Iris Leak. Barton 1971, ISBN 0871100622.
- Bern Porter: I've Left : a Manifesto and a Testament of SCIence and-ART (SCIART). New York 1971, ISBN 0871100762.
- Ernest M. Robson, Ken Friedman (Illustrationen): Thomas Onetwo. New York 1971.
- Peter Finch (Hrsg.): Typewriter Poems. Millerton 1972, ISBN 0871100789. (Enthält: Englische Konkrete Poesie u. a. von Peter Mayer, Will Parfitt, J. P. Ward, Nicholas Zurbruggf, Alan Riddell, Alison Bielski, Paula Claire und Thomas A. Clark)[7]
- Dick Higgins: A Book About Love & War & Death. Barton 1972, ISBN 0871100819.
- Toby MacLennan: 1 Walked out of 2 and Forgot It. Millerton 1972, ISBN 0871100835.
- Bern Porter: Found Poems. Millerton 1972, ISBN 0871100797.
- Gertrude Stein: Matisse, Picasso and Gertrude Stein : with Two Shorter Stories. Millerton 1972, ISBN 0871100851. (Enthält: A Long Gay Book. Many Many Women. G. M. P.).
- John Giorno: Cancer in My Left Ball : Poems, 1970–1972. Barton 1973, ISBN 0871101009.
- Brion Gysin, Jan Herman (Hrsg.), William S. Burroughs (Text), Ian Sommerville (Computer): Brion Gysin Let the Mice In. West Glover, Vermont 1972, ISBN 087110105X.
- Geoffrey Hendricks: Ring Piece : the Journal of a Twelve Hour Silent Meditation. Barton 1973, ISBN 0871100983.
- Leon Katz: The Making of Americans : an Opera and a Play. From the Novel of Gertrude Stein. Barton 1973.
- Richard Kostelanetz (Hrsg.): Breakthrough Fictioneers : an anthology. Barton 1973, ISBN 0871100878.
- Charles McIlvaine, Robert K. MacAdam: One Thousand American Fungi. Barton 1973, ISBN 0871100932. (Nachdruck der Ausgabe: Toadstools, Mushrooms, Fungi Edible and Poisonous. One Thousand American Fungi. How to Select and Cook the Edible; How to Distinguish and Avoid the Poisonous. The Bowen-Merrill Company, Indianapolis 1902).
- Cary Scher: The Ten Week Garden. Barton 1973, ISBN 0871101033 (Illustriert und handgeschrieben von Linda Larisch).
- Gertrude Stein: A Book Concluding with As a Wife Has a Cow, a Love Story. Barton 1973, ISBN 0871100924. (Mit Faksimiles der Original-Lithografien von: Juan Gris).
- Gertrude Stein: How to Write. Barton 1973, ISBN 0871100959. (Nachdruck der Ausgabe: Plain Edition, Paris 1931).
- Emmett Williams: A Valentine for Noël : Four Variations on a Scheme. Barton 1973, ISBN 0871101076.
- Manford L. Eaton: Bio-Music. 1974.
- Jan Herman (Hrsg.): Something Else Yearbook. 1974.

## Great Bear Pamphlets
Neben Büchern veröffentlichte die Something Else Press von 1965 bis 1967 eine Reihe von 20 Broschüren im Umfang von rund 16 Seiten, bei Manifesten auch bis zu 30 Seiten, mit dem Titel „Great Bear Pamphlet“, von denen nur die ersten zehn gezählt waren. Der Druck erfolgte auf verschiedenfarbigem Papier. 2007 erschien eine Neuausgabe bei Primary Information, New York.
- Alison Knowles: By Alison Knowles. New York 1965 (A Great Bear Pamphlet. No. 1). Gedruckt auf ockerfarbigem Papier. Neuausgabe: ubuclassics 2004 pdf 492k.
- Dick Higgins: A Book About Love & War & Death: Canto 1. New York 1965 (A Great Bear Pamphlet. No. 2). Gedruckt auf hellgrauem Papier. Neuausgabe: ubuclassics 2004 pdf 660k.
- George Brecht: Chance – Imagery. New York 1966. (A Great Bear Pamphlet. No. 3). Gedruckt auf gelbem Papier. Neuausgabe: ubuclassics 2004 pdf 676k.
- Claes Oldenburg: Injun & Other Histories (1960). New York 1966 (A Great Bear Pamphlet. No. 4). Gedruckt auf hellbraunem Papier. Neuausgabe: ubuclassics 2004 pdf 536k.
- Al Hansen: Incomplete Requiem for W. C. Fields. New York 1966 (A Great Bear Pamphlet. No. 5). Gedruckt auf mittelblauem Papier. Neuausgabe: ubuclassics 2004 pdf 556k.
- Jerome Rothenberg: Ritual : A Book of Primitive Rites and Events. New York 1966 (A Great Bear Pamphlet. No. 6). Gedruckt auf hellblauem Papier. Neuausgabe: ubuclassics 2004 pdf 568k.
- Allan Kaprow: Some Recent Happenings. New York 1966 (A Great Bear Pamphlet. No. 7). Gedruckt auf terrakottafarbigem Papier. Neuausgabe: ubuclassics 2004 pdf 592k.
- Manifestos. New York 1966. (A Great Bear Pamphlet. No. 8). Gedruckt auf gelbem Papier. Enthält Texte von: Ay-O, Philip Corner, the W. E. B. Dubois Clubs, Öyvind Fahlström, Robert Filliou, John Giorno, Al Hansen, Dick Higgins, Allan Kaprow, Alison Knowles, Nam June Paik, Diter Rot, Jerome Rothenberg, Wolf Vostell, Robert Watts und Emmett Williams. Neuausgabe: ubuclassics 2004 pdf 844k.
- Wolf Vostell: Berlin and Phenomena. New York 1966 (A Great Bear Pamphlet. No. 9). Gedruckt auf pfirsich-orangefarbenem Papier. Neuausgabe: ubuclassics 2004 pdf 824k.
- Jackson Mac Low: The Twin Plays. New York 1966. (A Great Bear Pamphlet. No. 10). Gedruckt auf olivgrünem Papier. Neuausgabe: ubuclassics 2004 pdf 588k.
- John Cage: Diary: Change the World (You Will Only Make Matters Worse). Continued, Part Three. New York 1967 (A Great Bear Pamphlet. [No. 11]). Text mehrfarbig gedruckt.
- Bengt af Klintberg: The Cursive Scandinavian Slave. New York, 1967. (A Great Bear Pamphlet. [No. 12]). Gedruckt auf orangefarbenem Papier. Neuausgabe: ubuclassics 2004 pdf, 536k.
- David Antin: Autobiography. New York 1967 (A Great Bear Pamphlet. [No. 13]). Gedruckt auf hellblauem Papier. Neuausgabe: ubuclassics 2004 pdf 580k.
- Philip Corner: Popular Entertainments. New York 1967 (A Great Bear Pamphlet. [No. 14]). Gedruckt auf hellgrauem Papier. (Collagierte Komposition). Onlineausgabe: auf ubuweb: historical. Abgerufen am 25. September 2010
- Robert Filliou: A Filliou Sampler. New York 1967 (A Great Bear Pamphlet. [No. 15]). Gedruckt auf rosa Papier. Neuausgabe: ubuclassics 2004 pdf 628k.
- Allan Kaprow: Untitled Essays and Other Works. New York 1967 (A Great Bear Pamphlet. [No. 16]). Gedruckt auf mittelblauem Papier. Neuausgabe: ubuclassics pdf 796k.
- Diter Rot: A Look into the Blue Tide: Part 2. New York 1967 (A Great Bear Pamphlet. [No. 17]). Gedruckt auf orangefarbigem Papier. Onlineausgabe: auf ubuweb: historical. Abgerufen am 25. September 2010
- Luigi Russolo: The Art of Noise (Futurist Manifesto, 1913). New York 1967 (A Great Bear Pamphlet. [No. 18]). Gedruckt auf gelbem Papier. Originaltitel: L'Arte dei Rumori. Übersetzt von Robert Filliou. Neuausgabe: ubuclassics 2004 pdf 1,7mb.
- Emmett Williams: The Last French-Fried Potato and Other Poems. New York 1967 (A Great Bear Pamphlet. [No. 19]). Gedruckt auf grüngelbem Papier. Neuausgabe: ubuclassics 2004 pdf 684k.
- A ZAJ Sampler: works by the Zaj group of Madrid. New York 1967 (A Great Bear Pamphlet. [No. 20]). Gedruckt auf hell-lila Papier. Enthält Texte von: José Luis Castillejo, Ramiro Cortés, Javier Martínez Cuadrado, Juan Hidalgo, Walter Marchetti, Tomás Marco,  Eugenio de Vicente. (Übersetzer: Peter Besas.) Neuausgabe: ubuclassics 2004 pdf 688k.

## Ausstellungen (Auswahl)
- 1991: Something Else Press : an Exhibition. 5. September – 5. Oktober 1991, Granary Books Gallery, New York City
- 2000: Something Else Press. 1. – 20. April 2000, Visual Research Centre, Centre for Artists' Books, Dundee[10]
- 2010: Something Else Press etc. - L’édition d’artiste de Dick Higgins à aujourd’hui. 10. – 25. September 2010, Centre de documentation et de recherche d'Immanence, Archive Station, Paris[11]